# 圣母圣殿 (梅塔)

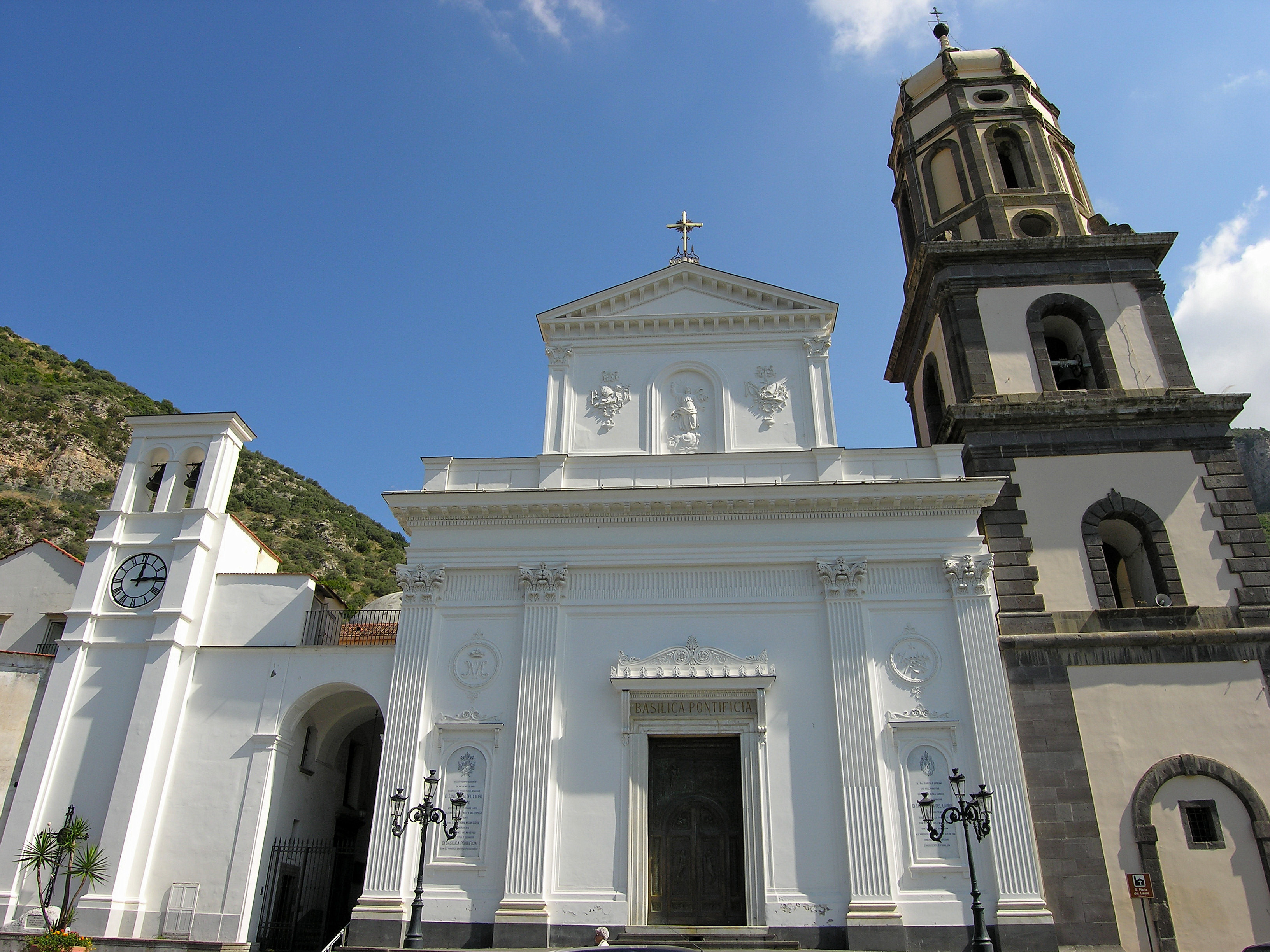
梅塔圣母圣殿立面与钟楼

圣母圣殿（Basilica di Santa Maria del Lauro）是一座罗马天主教宗座圣殿，位于意大利坎帕尼亚大区那不勒斯广域市市镇梅塔（Meta），供奉在8世纪治愈聋哑的牧牛妇人的圣母像，为该市镇主保。
目前的立面为18世纪建筑，新古典主义风格，钟楼为巴洛克风格。1914年升格为宗座圣殿。